# Krystyna Feldman
Zofia Krystyna Feldman (Lemberg 1 maart 1916 – Poznań 24 januari 2007) was een Poolse actrice.

## Biografie
Feldman is geboren in Lemberg, Oostenrijk-Hongarije (nu Lviv, Oekraïne) dochter van een katholieke moeder, een Opera (muziek)zangeres en een joodse vader, een acteur.  Ze speelde in Lemberg tot 1944 in diverse theaterproducties en later in Łódź , Jelenia Góra , Opole , en Katowice.  Sinds 1983 trad ze regelmatig op in het Teatr Nowy in Poznań. 
Feldman maakte haar filmdebuut met de film Cellulose in 1953, geregisseerd door Jerzy Kawalerowicz. Ook speelde ze vaak ondersteunende rollen.  Ze werd vooral bekend om haar rol van de bejaarde gehandicapte schilder Nikifor in Mój Nikifor (Mijn Nikifor), waarvoor ze in 2004 een prijs won als "beste actrice" op het Poolse Filmfestival in Gdynia. Feldman speelde tevens de rol van grootmoeder in de komische tv-serie Świat według Kiepskich van 1999 tot 2005.
Krystyna Feldman stierf op negentigjarige leeftijd aan longkanker in haar appartement in Poznań.

## Filmografie
- 2007: Ryś
- 2006-2007: Na dobre i na złe (mevrouw Kazia)
- 2006: Przybyli ułani
- 2004: Dublerzy (oma Gambini)
- 2004: Mój Nikifor
- 2003: Ubu Król (koningin Rozamunda)
- 2003: Stara baśń: Kiedy słońce było bogiem (Fee)
- 2002: Pianista (joodse vrouw)
- 2001: Edges of the Lord
- 2001: Garderoba damska (garderobedame Bronia)
- 2000: To ja, złodziej (oma)
- 1999: Ogniem i mieczem (Oekraïense)
- 1999–2005: Świat według Kiepskich (oma Rozalia)
- 1998–2003: Miodowe lata
- 1998: Złoto dezerterów (boogschutster Wilhelmina Koroniecka)
- 1997: Pokój 107 (werkster)
- 1997: Złotopolscy (1998, 1999)
- 1995: Horror w Wesołych Bagniskach (werkster/meid)
- 1995: Łagodna (oudste zuster)
- 1993: Człowiek z … (kantoormedewerkster MSW)
- 1992: Mama – nic (assistente)
- 1991: Nad rzeką, której nie ma
- 1991: Latające machiny kontra Pan Samochodzik
- 1990: Śmierć dziecioroba (oude alcoholiste)
- 1990: Pogrzeb kartofla
- 1988: Mistrz i Małgorzata
- 1987: Pociąg do Hollywood (mevrouw Krysia)
- 1987: Rzeka kłamstwa
- 1986: Na kłopoty … Bednarski
- 1984: Yesterday
- 1984: Zabicie ciotki
- 1981: Jan Serce (buurvrouw Krukowskich)
- 1977: Palace Hotel (oude vrouw op het station)
- 1976: Kradzież
- 1976: Przepłyniesz rzekę
- 1970: Abel, twój brat
- 1969: Czerwone i złote
- 1968: Samotność we dwoje (boerin)
- 1968: Otello z M-2 (rechter)
- 1968: Weekend z dziewczyną
- 1967: Stawka większa niż życie (tv serie)
- 1967: Długa noc
- 1967: Stajnia na Salvatorze (buurvrouw Teresy)
- 1966: Piekło i niebo (bus passagier)
- 1966: Sublokator (verpleegster)
- 1965: Kapitan Sowa na tropie
- 1964: Przerwany lot (kantoor medewerkster)
- 1963: Yokmok (huishoudster)
- 1962: Głos z tamtego świata
- 1959: Wspólny pokój (huishoudster)
- 1958: Noc poślubna
- 1957: Kapelusz Pana Anatola (een collega)
- 1953–1954: Celuloza

## Belangrijkste onderscheidingen
- Ridder in de orde van de Poolse Republiek (Orde Polonia Restituta) (2005)[3]
- Zilveren kruis van verdienste (Pools: Srebrny Krzyż Zasługi)
- Erepenning van de stad Poznań (Pools: Odznaka Honorowa Miasta Poznania)
- Orde van de Glimlach (Pools: Order Uśmiechu)

- Gemeinsame Normdatei: 124696325
- International Standard Name Identifier: 0000 0001 0993 8802
- Library of Congress Control Number: no2015017316
- Nationale Bibliotheek van Tsjechië: js20050718022
- Nationale Bibliotheek van Polen: a0000001221088
- Virtual International Authority File: 28011367
- WorldCat: E39PBJppGMqGR93bcC4p3CX8G3